# 努納武特地區行政長官
努纳武特地区行政长官或译为地区总理、地区省长（英语：Premier of Nunavut）是加拿大努纳武特地区的政府首脑和实际上的行政长官。地区长官由努纳武特地区专员委任，并成为地区政府行政会议（Executive Council，即内阁）的主席。
现任地区行政长官为P.J. 阿奇高克；他于2021年11月19日就任。